# (12007) Fermat
(12007) Fermat (1996 TD7) – planetoida z pasa głównego asteroid okrążająca Słońce w ciągu 3,4 lat w średniej odległości 2,26 j.a. Odkryta 11 października 1996 roku.